# Бершты
Бершты (бел. Бершты) — деревня в Остринском сельсовете Щучинского района Гродненской области Белоруссии. До 2002 года — центр Берштовского сельсовета. С 2002 по 2013 годы входила в состав Новодворского сельсовета. Население 146 человек (2009).

## География
Бершты находятся в северо-западной части республики, в 5 км от границы с Литвой, в 12 км к северо-западу от центра сельсовета Новый Двор и в 40 км к северо-востоку от Гродно. Севернее Бершт — Берштовское озеро, южнее Бершт протекает река Котра. Около Бершт — сосновые леса, а также — пойменные луга Которы и болота, значительная часть которых заросла ольхой и березой. Рядом с Берштами находятся деревни: Берестовица, Подбершты, Орлова Гора, Придолгое, Зубровка, Стежка, Жабинка, Зуброво, Овсяница, Лозки. Ближайшая ж/д станция находится в 22 км от Бершт, в посёлке городского типа Поречье (узел линий Гродно — Поречье, Поречье — Учитель, Поречье — Узбереж). В 4 километрах от Бершт, на торфоразработках, заканчивается узкоколейная (ширина колеи 750 мм) железная дорога торфопредприятия «Вертелишки». 

## История
Впервые Бершты упоминаются в 1460 году, как великокняжеское имение в Гродненском повете. Во второй половине XV века его неоднократно посещали великие князья Казимир IV и Александр, в 1496 году здесь состоялся сейм ВКЛ. В 1633 году в Берштах останавливался на отдых и для охоты король Владислав Ваза. Берштовские леса и королевская охота в них были описаны М. Сарбевским в поэме «Silvi ludia» (Лесные забавы).
В результате третьего раздела Речи Посполитой (1795) Бершты оказались в составе Российской империи, в Гродненской губернии. В 1816 году построена сохранившаяся до наших дней деревянная православная церковь Параскевы Пятницы. Во время восстания 1863 года в окрестных лесах действовал отряд повстанцев под командованием А. Ленкевича. В 1885 году поселение насчитывало 933 жителя, здесь действовали волостное правление, церковь, фельдшерский пункт, народное училище. В 1889 году рядом с деревней был найден клад из 79 монет XVI столетия. В 1915 году Бершты находились под оккупацией немецкой армии.
Согласно Рижскому мирному договору (1921) Бершты оказались в составе межвоенной Польской Республики, где стали центром гмины Гродненского повета Белостокского воеводства. В 1921 году поселение насчитывало вместе с д. Берестовица 207 дворов и 1120 жителей.
В 1939 году Бершты вошли в БССР, с 12 октября 1940 года — центр сельсовета. В ходе Великой Отечественной войны находилась под фашистской оккупацией с июня 1941 по июль 1944 года. В послевоенное время население деревни быстро сокращалось — в 1970 году деревня насчитывала 140 дворов и 387 жителей, в 2001—108 дворов и 224 жителя. В 2009 году — 146 жителей.
Ранее Бершты являлись административным центром упразднённого Берштовского сельсовета.

## Население

### Численность
- 2009 год — 146 жителей

### Динамика
- 2009 год — 146 жителей (перепись населения)

## Достопримечательности
- Православная церковь Параскевы Пятницы, памятник деревянного зодчества, 1816 год.
- Здание гмины, в 1920—1930 годах здесь располагалась польская администрация.

## Бершты в кино
В Берштах и окрестностях снимали фильмы «Мама, я жив» (СССР, 1985), «Плач перепелки» (СССР, 1990) и «Я принимаю решение» (Россия, 2014).